# Surf's Up (2007)
Surf's Up är en amerikansk animerad fiktiv dokumentärfilm från 2007.

## Handling
Filmen handlar om en ung klipphopparpingvin, Cody Maverick i Antarktis. Codys största intresse är att surfa, och hoppas på att en dag få vara med i, och vinna "The Big Z memorial surf-off" en årlig surftävling på ön Pen Gu. Allt till minne av hans stora idol sedan barnsben, den avlidne "Big Z". Efter att ha utmanat världsmästaren och förlorat så träffar han en gammal medfaren surfveteran som lär Cody både lite om surfing och om livet.

## Rollista

### Engelska röster
- Shia LaBeouf – Cody Maverick
- Jeff Bridges – Ezekiel "Big Z" Topanga
- Sal Masekela – SPEN programannosör
- Zooey Deschanel – Lani Aliikai
- James Woods – Reggie Belafonte
- Diedrich Bader – Tank "The Shredder" Evans
- Jon Heder – Chicken Joe
- Mario Cantone – Mikey Ambromowitz
- Dana Belben – Edna Maverick
- Brian Posehn – Glen Maverick

### Svenska röster
- Jesper Adefelt – Cody Maverick
- Bengt Järnblad – Big Z
- Peter Eng – Sal Masekela
- Frida Hallgren – Lani Aliikai
- Adam Alsing – Reggie Belafonte
- Jan Åström – Tank Evans
- Daniel Larsson – Chicken Joe
- Ola Forssmed – Mikey Ambromowitz
- Maria Rydberg – Edna Maverick
- Benny Haag – Glen Maverick
- Övriga röster – Nisse Rynger, Julius Lindfors, Kristian Ståhlgren, Oskar Nilsson, Nick Atkinson, Matilda Smedius, My Holmsten, Andreas Rothlin Svensson, Adam Fietz, Samuel Eng, Marcus Hartwig, Lawrence Mackrory
- Regissör – Peter Sjöquist
- Översättning – Robert Cronholt
- Inspelningstekniker – Rebecca Pantzer, Rickard Sporrong
- Producent – Svend Christiansen
- Svensk version producerad av Sun Studio A/S[2]